# Снежко, Павлина Викентьевна
Павлина Викентьевна Снежко — советский хозяйственный, государственный и политический деятель.

## Биография
Родилась в 1909 году в деревне Новая Гута. Член ВКП(б).
С 1920 года — на хозяйственной, общественной и политической работе. В 1920—1978 гг. — батрачка, колхозница, партизанская связная в оккупации, в партизанском отряде, председатель колхоза имени Ворошилова, председатель Ольковичского сельсовета Вилейского района Минской области Белорусской ССР.
Избиралась депутатом Верховного Совета СССР 3-го созыва от Молодечненского избирательного округа.
Умерла после 1985 года.